# Zgornja Pohanca
Zgornja Pohanca je naselje u Općini Brežice u istočnoj Sloveniji. Zgornja Pohanca se nalazi u pokrajini Štajerskoj i statističkoj regiji Donjoposavskoj. 

## Stanovništvo
Prema popisu stanovništva iz 2002. godine Zgornja Pohanca je imala 101 stanovnika.

### Etnički sastav
1991. godina:
- Slovenci: 92 (93,9%)
- Hrvati: 2 (2%)
- Crnogorci: 1 (1%)
- Nepoznato: 3 (3,1%)